# Nostra Aetate

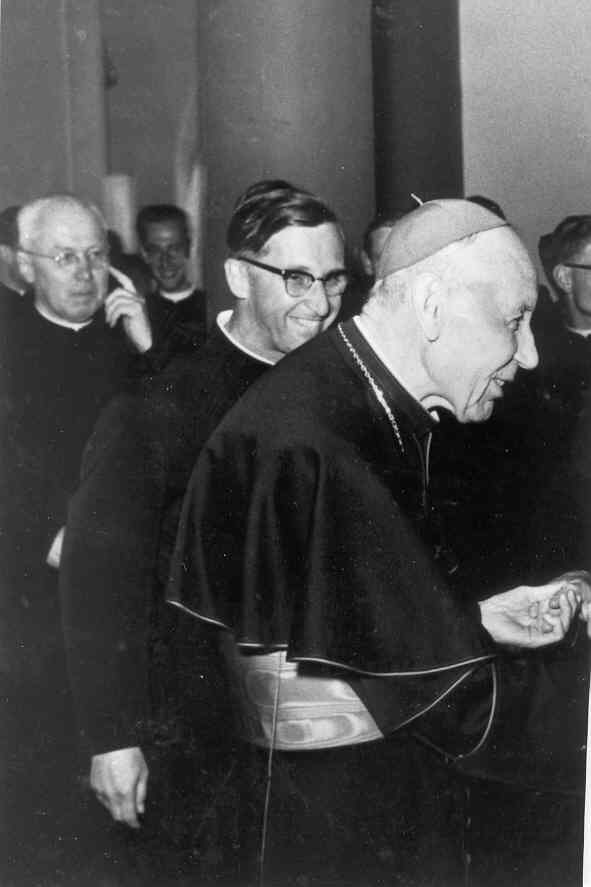
El cardenal Augustin Bea, a quien Juan XXIII encargó el tratamiento del tema de la relación de la Iglesia católica con el judaísmo en el marco del Concilio Vaticano II. Se le acredita influencia decisiva en la confección del documento Nostra Aetate que incluye algunas de las reformas más significativas del concilio.

La declaración Nostra Aetate (en latín: Nuestro tiempo) constituye uno de los documentos señeros del Concilio Vaticano II, cuyo contenido trata sobre las relaciones de la Iglesia con las religiones no cristianas, con especial énfasis en el judaísmo. Fue aprobada por 2221 votos contra 88, el 28 de octubre de 1965.
La declaración Nostra aetate debió las vicisitudes de su confección y aprobación a uno de los varios temas que trata: la actitud de la Iglesia católica ante los judíos, que dio resonancia mundial a este documento de gestación tan laboriosa, que llegó incluso a producir obstáculos dentro de la propia Aula conciliar. Se considera que estableció bases nuevas en las relaciones de los católicos con los judíos, los musulmanes, los budistas, los hindúes y demás creyentes de otras religiones no cristianas.

## Antecedentes
Al conocerse los horrores del Holocausto tras el final de la Segunda Guerra Mundial, algunos sacerdotes, teólogos y laicos católicos promovieron la revisión del tratamiento teológico que la Iglesia daba al judaísmo, que ya se había planteado en el periodo de entreguerras como reacción al antisemitismo nazi —entre los que destacó el teólogo francés Jacques Maritain—. En esta toma de conciencia desempeñó un papel muy importante el judío francés Jules Isaac, cuya familia fue víctima del genocidio nazi. Este denunció que el origen del antisemitismo se encontraba en el antijudaísmo cristiano y su "enseñanza del desprecio" hacia los judíos, el pueblo deicida según el cristianismo, por lo que el antisemitismo nazi no hizo sino "reanudar y llevar a su punto de perfección una tradición.. de odio y desprecio".
En 1947 Isaac y Maritain, entre otros, organizaron la conferencia de Seelisberg de la que salió un decálogo de propuestas de revisión de la doctrina católica respecto del judaísmo. Después de recordar el tronco común de cristianismo y judaísmo —el Antiguo Testamento— y señalar que Jesús, la Virgen y los apóstoles eran judíos, se afirmaba que no podía responsabilizarse de la muerte de Cristo "sólo" a los judíos, pues "fue a causa de la humanidad entera", por lo que se rechazaba la idea de que el pueblo judío estuviera maldito y fuera condenado por Dios al sufrimiento.
Bajo el pontificado de Juan XXIII las nuevas ideas promovidas por el grupo de Seelisberg recibieron un gran impulso. En 1959 el papa decidió eliminar la referencia a los "pérfidos judíos" de la liturgia del Viernes Santo y al año siguiente, el 13 de junio de 1960, recibía en audiencia a Jules Isaac, que le había enviado un documento con un listado de propuestas que servirían de base para la revisión de las enseñanzas católicas sobre el judaísmo y los judíos. En septiembre de ese mismo año el papa encargaba al cardenal Augustin Bea, jesuita alemán, la preparación de un documento que sirviera de base para su discusión en el Concilio Vaticano II que acababa de convocar.
Sin embargo el documento que redactó el cardenal Bea por encargo de Juan XXIII fue rechazado en vísperas del concilio por su Comisión Central, y también fue excluido de la propuesta sobre ecumenismo, a pesar de que contaba con el apoyo del Papa, a causa de la oposición de algunos obispos, especialmente los de Oriente Medio, que temían que provocara represalias contra las minorías cristianas de los Estados árabes. En el verano de 1964 el cardenal Bea hizo un último intento y propuso incluirlo como un apartado de un nuevo documento sobre las relaciones del catolicismo con las religiones no cristianas, pero tuvo que aceptar que la redacción definitiva corriera a cargo de la Comisión Central, presidida por el secretario de Estado de la Santa Sede Amleto Cicognani. Así cuando en septiembre de 1964 se presentó el nuevo texto, se pudo comprobar que se encontraba muy alejado del documento de Bea.
Se inició entonces un duro debate en el que el secretario Cicognani logró imponer su tesis de que se eliminara la alusión al judaísmo del documento sobre las relaciones con las religiones no cristianas (al parecer, un grupo de obispos españoles celebró su supresión con champán). Pero la noticia fue filtrada al diario francés Le Monde, lo que provocó que quince obispos enviaran una carta de protesta al nuevo papa Pablo VI, quien decidió intervenir. Así el documento original del cardenal Bea, que recogía las propuestas de la conferencia de Seelisberg, fue presentado a la asamblea del concilio y aprobado el 18 de noviembre de 1964 con 1651 votos a favor, 99 en contra y 242 peticiones de enmienda. Dada la gran cantidad de enmiendas presentadas el Papa le pidió al cardenal Bea que las tuviera en cuenta y reelaborara el documento, que fue el que finalmente se incorporó a la declaración Nostra Aetate, aprobada el 28 de octubre de 1965 con 2221 votos afirmativos y 88 negativos.

## Contenido
La declaración comienza constatando que "en nuestra época... el género humano se une cada vez más estrechamente y aumentan los vínculos entre los diversos pueblos" y a continuación recuerda el origen común de todos los hombres —"todos los pueblos forman una comunidad, tienen un mismo origen, puesto que Dios hizo habitar a todo el género humano sobre la faz de la tierra"— que "esperan de las diversas religiones la respuesta a los enigmas recónditos de la condición humana, que hoy como ayer, conmueven íntimamente su corazón: ¿Qué es el hombre, cuál es el sentido y el fin de nuestra vida, el bien y el pecado, el origen y el fin del dolor, el camino para conseguir la verdadera felicidad, la muerte, el juicio, la sanción después de la muerte? ¿Cuál es, finalmente, aquel último e inefable misterio que envuelve nuestra existencia, del cual procedemos y hacia donde nos dirigimos?"
A continuación, el documento reconoce la sabiduría de las religiones orientales, sobre todo en su sed inagotable de conocimiento. "Así, en el hinduismo los hombres investigan el misterio divino y lo expresan mediante la inagotable fecundidad de los mitos y con los penetrantes esfuerzos de la filosofía, y buscan la liberación de las angustias de nuestra condición mediante las modalidades de la vida ascética, a través de profunda meditación, o bien buscando refugio en Dios con amor y confianza. En el Budismo, según sus varias formas, se reconoce la insuficiencia radical de este mundo mudable y se enseña el camino por el que los hombres, con espíritu devoto y confiado pueden adquirir el estado de perfecta liberación o la suprema iluminación, por sus propios esfuerzos apoyados con el auxilio superior".
En consecuencia, "la Iglesia Católica no rechaza nada de lo que en estas religiones hay de santo y verdadero. Considera con sincero respeto los modos de obrar y de vivir, los preceptos y doctrinas que, por más que discrepen en mucho de lo que ella profesa y enseña, no pocas veces reflejan un destello de aquella Verdad que ilumina a todos los hombres. [...] Por consiguiente, exhorta a sus hijos a que, con prudencia y caridad, mediante el diálogo y colaboración con los adeptos de otras religiones, dando testimonio de fe y vida cristiana, reconozcan, guarden y promuevan aquellos bienes espirituales y morales, así como los valores socio-culturales que en ellos existen".
Respecto del islam el documento destaca que cristianos y musulmanes creen en un mismo Dios y subraya lo que tienen en común: "La Iglesia mira también con aprecio a los musulmanes que adoran al único Dios, viviente y subsistente, misericordioso y todopoderoso, Creador del cielo y de la tierra, que habló a los hombres, a cuyos ocultos designios procuran someterse con toda el alma como se sometió a Dios Abraham, a quien la fe islámica mira con complacencia. Veneran a Jesús como profeta, aunque no lo reconocen como Dios; honran a María, su Madre virginal, y a veces también la invocan devotamente. Esperan, además, el día del juicio, cuando Dios remunerará a todos los hombres resucitados. Por tanto, aprecian la vida moral, y honran a Dios sobre todo con la oración, las limosnas y el ayuno"
A continuación la declaración insta a olvidar las dificultades del pasado y a promover los valores comunes de la justicia social, la paz y la libertad: "Si en el transcurso de los siglos surgieron no pocas desavenencias y enemistades entre cristianos y musulmanes, el Sagrado Concilio exhorta a todos a que, olvidando lo pasado, procuren y promuevan unidos la justicia social, los bienes morales, la paz y la libertad para todos los hombres".
Tras referirse al judaísmo —la confesión no cristiana a la que dedica mayor espacio— Nostra aetate concluye con un llamamiento a la fraternidad universal. "No podemos invocar a Dios, Padre de todos, si nos negamos a conducirnos fraternalmente con algunos hombres, creados a imagen de Dios. [...] La Iglesia, por consiguiente, reprueba como ajena al espíritu de Cristo cualquier discriminación o vejación realizada por motivos de raza o color, de condición o religión. Por esto, el sagrado Concilio, siguiendo las huellas de los santos Apóstoles Pedro y Pablo, ruega ardientemente a los fieles que, "observando en medio de las naciones una conducta ejemplar", si es posible, en cuanto de ellos depende, tengan paz con todos los hombres, para que sean verdaderamente hijos del Padre que está en los cielos".

### La relación entre cristianismo y judaísmo
La redacción final sobre las relaciones entre el cristianismo y el judaísmo que aparecen en la declaración recoge en lo fundamental la propuesta del cardenal Bea, a su vez basada en el decálogo de la conferencia de Seelisberg. Según el historiador español Gonzalo Álvarez Chillida, "modifica notablemente el tono y hay también alguna variación significativa". 
El documento comienza afirmando la raíz común del cristianismo y el judaísmo ("el pueblo del Nuevo Testamento está espiritualmente unido con la raza de Abraham") y a continuación pone fin al antijudaísmo cristiano cuando afirma que la elección de Israel por Dios no ha caducado ("los judíos son todavía muy amados por Dios a causa de sus padres, porque Dios no se arrepiente de sus dones y de su vocación"), por lo que rechaza que los judíos sean señalados "como réprobos y malditos". Asimismo refuta la acusación de deicidio contra los judíos, base fundamental del antijudaísmo cristiano, al afirmar que la muerte de Jesús "no puede ser imputada ni indistintamente a todos los judíos que entonces vivían, ni a los judíos de hoy [... dado que] Cristo, como siempre lo ha profesado y profesa la Iglesia, abrazó voluntariamente y movido por inmensa caridad, su pasión y muerte".
Consecuentemente, la Declaración Nostra Aetate involucra ya a partir de 1965 una actitud completamente innovadora por parte de la Iglesia, actitud corroborada por el voto de la inmensa mayoría de los participantes en el Concilio. Ello emana del texto mismo de la Declaración, donde se indica expresamente que: 

Como es tan grande el patrimonio espiritual común a cristianos y judíos, este Sagrado Concilio quiere fomentar y recomendar el mutuo conocimiento y aprecio entre ellos, que se consigue sobre todo por medio de los estudios bíblicos y teológicos y con el diálogo fraterno.
Aunque las autoridades de los judíos con sus seguidores reclamaron la muerte de Cristo, sin embargo, lo que en su Pasión se hizo, no puede ser imputado ni indistintamente a todos los judíos que entonces vivían, ni a los judíos de hoy. Y, si bien la Iglesia es el nuevo Pueblo de Dios, no se ha de señalar a los judíos como reprobados de Dios ni malditos, como si esto se dedujera de las Sagradas Escrituras. Por consiguiente, procuren todos no enseñar nada que no esté conforme con la verdad evangélica y con el espíritu de Cristo, ni en la catequesis ni en la predicación de la Palabra de Dios.
Además, la Iglesia, que reprueba cualquier persecución contra los hombres, consciente del patrimonio común con los judíos, e impulsada no por razones políticas, sino por la religiosa caridad evangélica, deplora los odios, persecuciones y manifestaciones de antisemitismo de cualquier tiempo y persona contra los judíos.
Por lo demás, Cristo, como siempre lo ha profesado y profesa la Iglesia, abrazó voluntariamente y movido por inmensa caridad, su pasión y muerte, por los pecados de todos los hombres, para que todos consigan la salvación. Es, pues, deber de la Iglesia en su predicación el anunciar la cruz de Cristo como signo del amor universal de Dios y como fuente de toda gracia (Nostra Aetate).

## Consecuencias
Desde su promulgación por Pablo VI, Nostra aetate ha servido de guía a las relaciones de la Iglesia católica con las religiones no cristianas, y sobre todo para el acercamiento entre el cristianismo y el judaísmo. El papa Juan Pablo II profundizó aún más en la relación de la Iglesia con el judaísmo a través de su visita al campo de exterminio de Auschwitz en 1979, al que calificó de "nuevo Gólgota del mundo contemporáneo"; asistió además a la sinagoga de Roma en 1986; se establecieron relaciones diplomáticas con Israel y se emitió una petición pública de perdón por la intolerancia sostenida en nombre de Cristo.